# رنو ۵ جی‌تی توربو

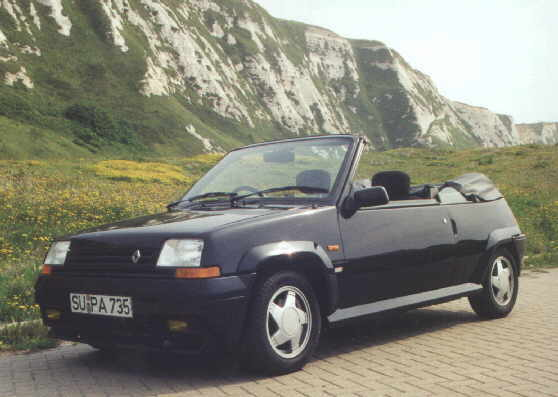

رنو ۵ جی‌تی توربو (Renault 5 GT Turbo) خودرویی است که در سال‌های ۱۹۸۵ تا ۱۹۹۱ توسط شرکت خودروسازی فرانسوی رنو تولید شده‌است.
فاز نخست تولید از ۱۹۸۵ تا ۱۹۸۷ و فاز دوم از ۱۹۸۷ تا ۱۹۹۱
این خودرو در کلاس هات هاچ قرار گرفته و طراحی آن خودروهای موتور جلو-محور جلو بوده ‌است.
موتور آن ۱۳۹۷ سی‌سی سیستم جعبه‌دندهٔ آن ۵ دنده به صورت دستی است.